# Béatrice de Silva
Pour les articles homonymes, voir Béatrice de la Conception (homonymie).
Béatrice de Silva (v. 1426-1492) est une aristocrate portugaise, qui a fondé l'Ordre de l'Immaculée Conception, avec l'appui de la reine Isabelle la Catholique, dans l'Espagne de la Reconquista. Elle a été canonisée par Paul VI en 1976. Sa fête se célèbre le 17 août.

## Biographie

### Premières années

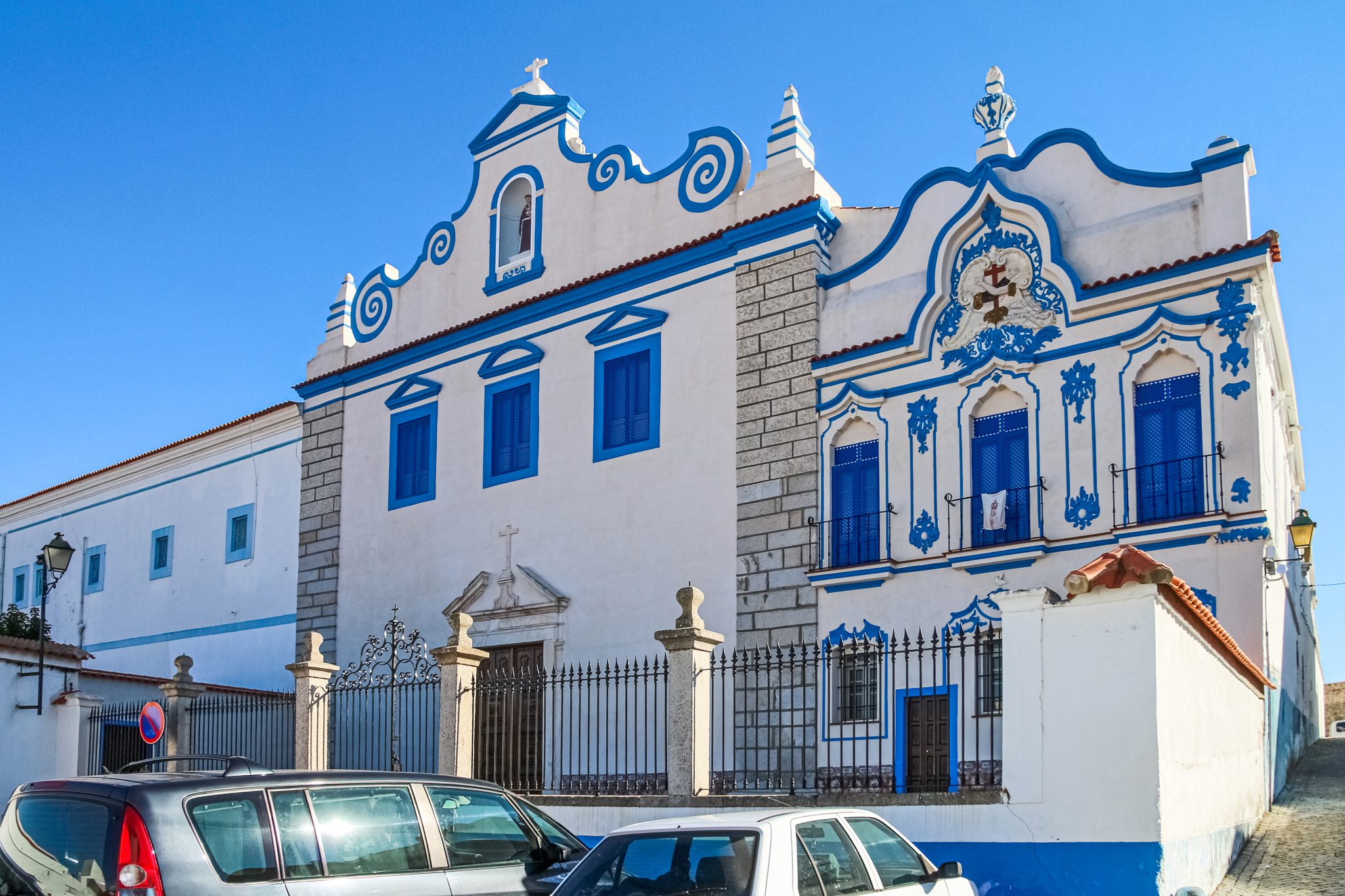
Monastère des conceptionnistes à Campo Maior, Portugal, lieu de naissance de Béatrice de Silva

Beatriz de Menezes da Silva est née à Campo Maior, dans la province de l'Alentejo, au Portugal. Ses parents sont don Ruy Gomez de Silva et doña Isabel de Menezes, comtesse de Portalegre, laquelle est apparentée aux familles royales de Portugal et de Castille. Mariés depuis 1422, ils ont quitté Ceuta en 1434 pour s'établir à Campo Mayor, où le père exerce la fonction d'alcaide mayor. La famille compte onze enfants, dont l'éducation sera confiée aux Franciscains. Deux d'entre eux entreront chez les Frères mineurs : Juan et Amadeo, qui deviendra le confesseur du pape Sixte IV et créera une branche franciscaine réformée (les amadéites). Quant à Beatriz, elle aurait, toute petite, servi de modèle à une Madone représentée les yeux clos, entre François d'Assise et Antoine de Padoue.

### À Tordesillas
En 1447, Beatriz fait partie de la suite de l'infante Isabelle de Portugal, qui va s'unir en secondes noces au roi Jean II de Castille, dans la cité de Madrigal de las Altas Torres. Le couple royal se rend ensuite à Tordesillas, où résidait alors la cour, et Beatriz se retrouve dans un milieu gouverné par l'intrigue et dominé par la frivolité. Aux environs de 1451-1453, pour une raison inconnue (probablement signe annonciateur de la démence complète qui frappera la reine quelques années plus tard), Isabelle la prend en grippe, au point de l'enfermer à double tour dans un coffre et de l'y laisser, trois jours entiers, sans manger ni boire. Sans l'intervention de Juan de Meneses, oncle de la jeune fille, celle-ci y perdait la vie. Cependant, l'obscurité étant propice aux initiations mystiques, ces journées de réclusion ont donné lieu à une manifestation de la Vierge Marie, qui jouera un rôle décisif sur les choix futurs de Beatriz. En effet, la Reine du Ciel est venue la consoler et lui annoncer qu'elle fonderait, par la suite, un ordre marial, dont les moniales porteraient un habit blanc et bleu, pareil à celui de l'apparition.

### À Tolède

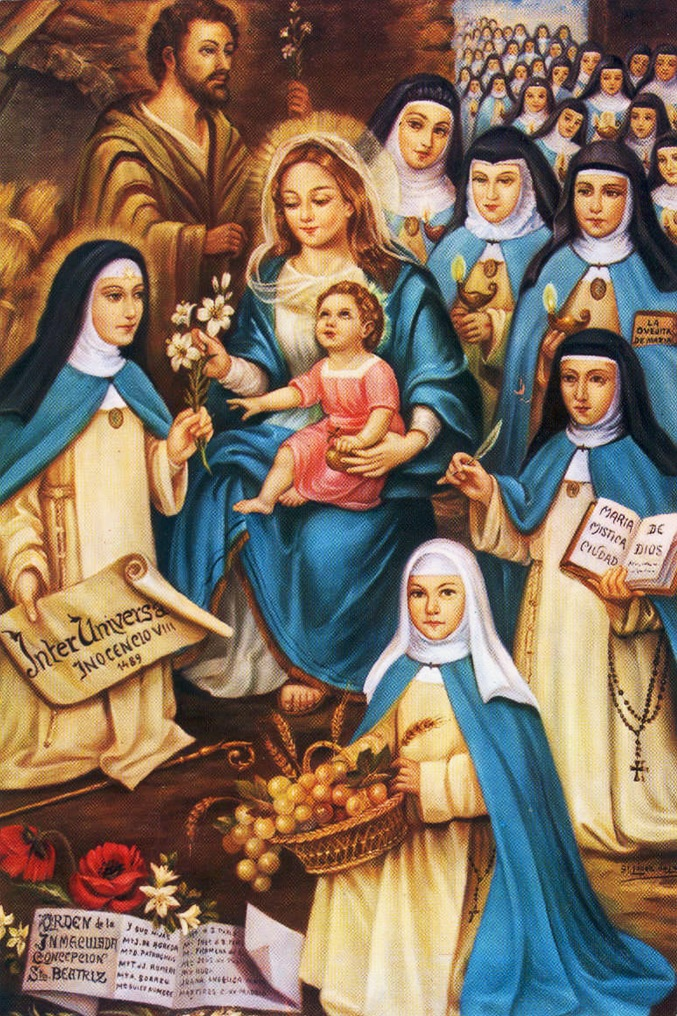
Sainte Béatrice fut la fondatrice de l'Ordre de l'Immaculée Conception

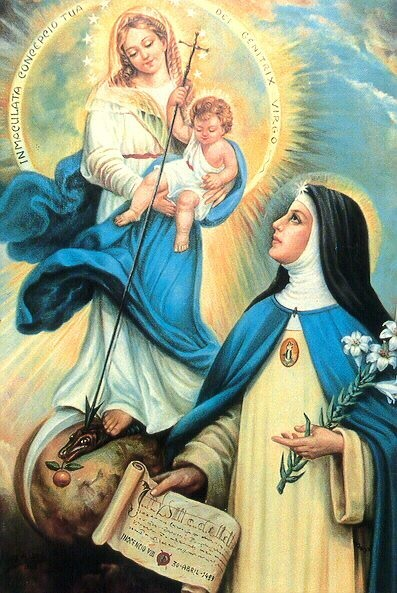
Sainte Béatrice de Silva a eu une apparition de la Sainte Vierge Marie

Trois jours après sa libération, Beatriz quitte le palais, avec la permission du roi, pour se rendre au monastère des dominicaines de Tolède. En chemin, elle rencontre deux franciscains, et ceux-ci lui tiennent des propos si encourageants pour l'avenir qu'elle voit en eux François d'Assise et Antoine de Padoue. Arrivée à destination, elle se retire au monastère Santo Domingo el Real (es), en compagnie de deux servantes. Sans être religieuse, elle passera en ces murs trente années vouées au silence, à la solitude et à la prière. Mais sous son front perpétuellement voilé mûrit le rêve d'une congrégation dédiée à l'Immaculée Conception. Or, en 1474, la fille d'Isabelle de Portugal et de Jean II monte sur le trône de Castille ; et Béatrice a jadis connu fillette celle que l'on surnommera Isabelle la Catholique ; outre les souvenirs de Tordesillas, les deux femmes ont d'ailleurs en commun une fervente dévotion à la conception immaculée de Marie. Elles reprennent contact en 1479, lorsqu'Isabelle vient à Tolède accomplir son vœu de bâtir une église à saint Jean l'Évangéliste, en remerciement de l'heureuse issue de la bataille de Toro. La paix entre l'Espagne et le Portugal vient d'être signée, et la reine attribue ce succès à l'intervention de Dieu et de la Vierge. La situation semble donc favorable : Beatriz fait part à Isabelle de son projet, d'autant plus que la vision de Tordesillas s'est répétée, avec plus d'insistance encore… La prophétie se réalise en 1484, quand la reine cède à Beatriz une maison, qui faisait partie des palais royaux de Galiana, près de la muraille nord de la ville, mais aussi une chapelle, dédiée à sainte Foy, sous le patronage de laquelle Isabelle désire mettre la reconquête de Grenade. Maison et chapelle formeront un monastère cloîtré, où Beatriz et douze compagnes choisissent d'employer leur existence à servir Dieu et Marie dans le mystère de son immaculée conception, selon le charisme du nouvel institut.

### Dernières années

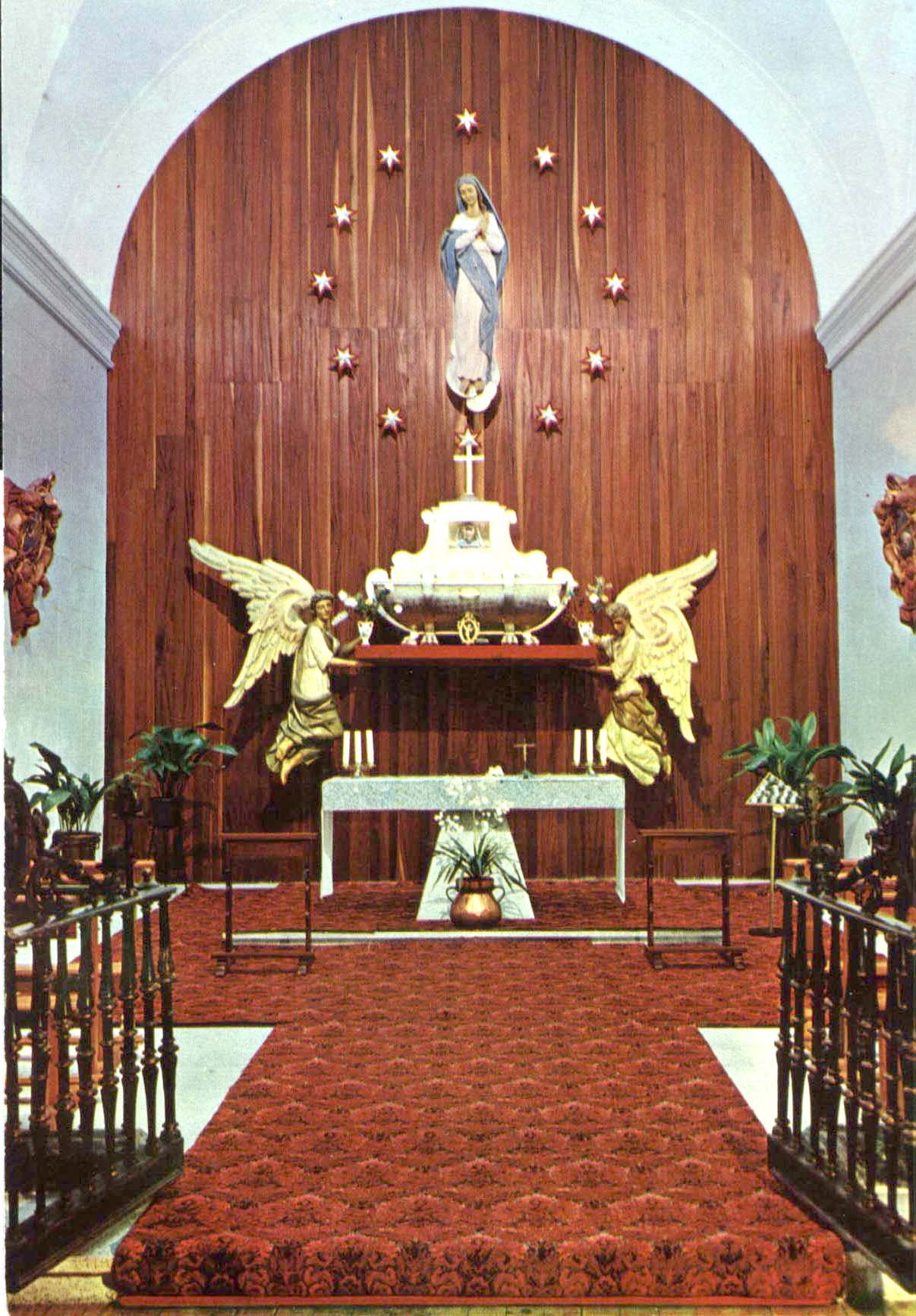
Tombeau de sainte Béatrice au monastère de la Conception de Tolède, Espagne

Le 30 avril 1489, grâce au soutien d'Isabelle la Catholique, la communauté reçoit l'approbation d'Innocent VIII dans la bulle Inter universa, et l'érection canonique du monastère a lieu le 16 février 1491. Les religieuses ont adopté la règle cistercienne et un vêtement conforme à celui de l'apparition : tunique et scapulaire blancs, ceinture de laine blanche et cape bleu azur, le scapulaire et la cape étant ornés d'une image de la Vierge. D'étranges récits entourent l'obtention de la bulle : la sainte l'aurait reçue à Tolède de l'archange Raphaël lui-même, au moment où elle était signée à Rome, ou bien le document aurait coulé au fond de la mer avec le navire qui l'apportait, mais la sainte en aurait trouvé un exemplaire dans un coffre du monastère. Inventées après coup, ces histoires cherchent à annoncer symboliquement les difficultés que rencontrera la jeune fondation à la mort de Beatriz. Celle-ci décède, en effet, le 16 août 1492, après une ultime visite de la Vierge, quelques jours auparavant, durant laquelle les futures tribulations de son ordre lui aurait été prédites. Au cours de sa paisible agonie, des témoins ont observé l'éclat surnaturel du visage de la sainte tandis que l'onction lui était administrée, et l'apparition d'une étoile sur son front, demeurée après la mort. L'iconographie ultérieure conservera le souvenir de ces grâces célestes.

## Postérité

### Approbation de l'ordre religieux

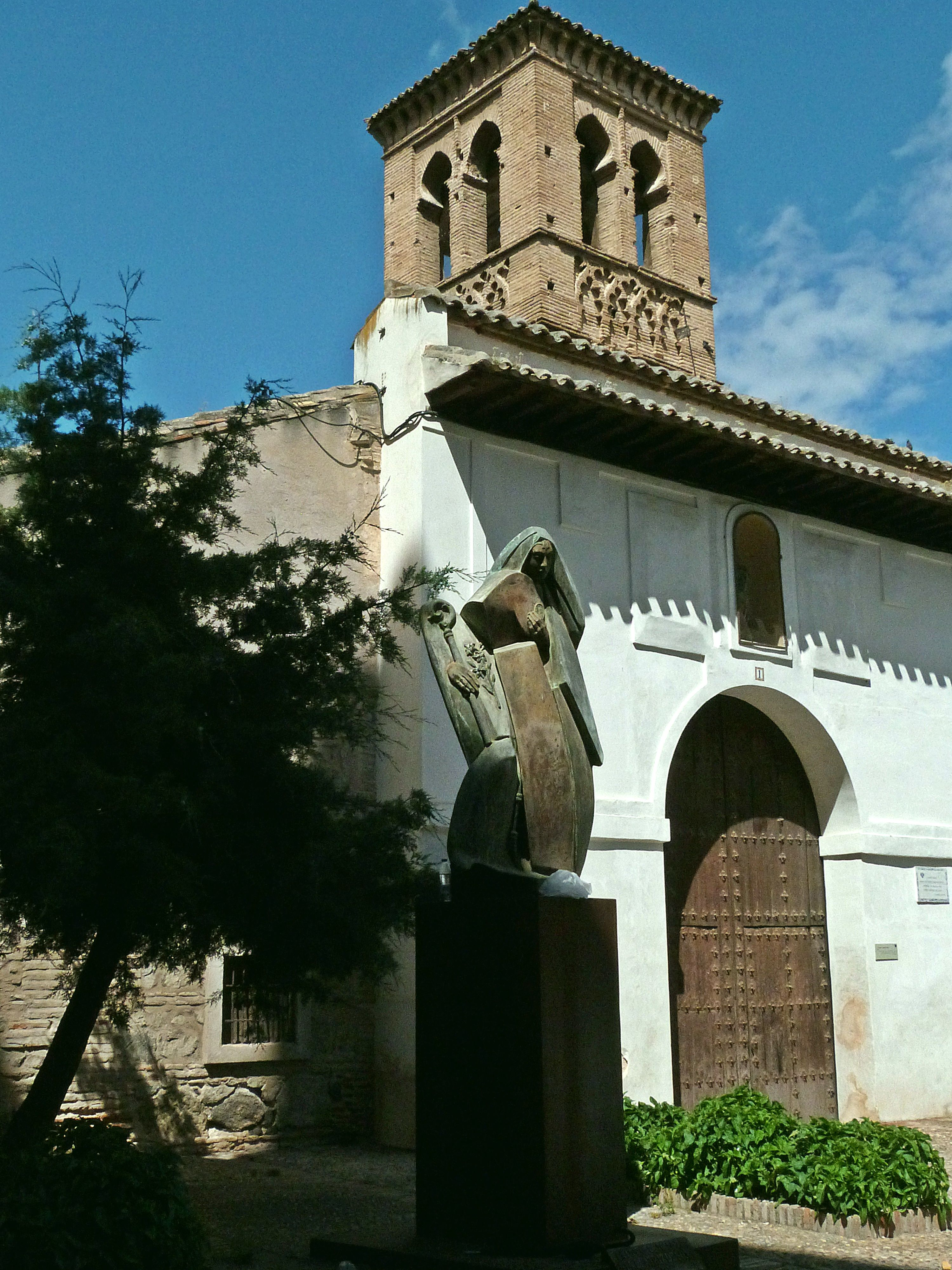
Maison-mère de l'ordre : le monastère de l'Immaculée Conception à Tolède, Espagne

Il semble que les difficultés aient commencé dès le décès de la fondatrice, lorsque les moniales de Santo Domingo sollicitent pour leur chapelle la dépouille mortelle de Beatriz, et proposent une fusion des deux communautés. Cette querelle du pot de fer contre le pot de terre, nécessite l'intervention des franciscains, dont un certain Juan de Tolosa, à qui la sainte serait apparue à Guadalajara. En janvier 1495, une autre fusion est envisagée : avec les bénédictines de San Pedro de las Dueñas, cette fois ; mais l'abbesse conceptionniste, Felipa da Silva, nièce de la fondatrice, préfère abandonner son monastère et trouver refuge, avec les reliques de sa tante, chez les dominicaines de la Madre de Dios. Il faudra attendre 1496 pour que la situation se débloque, époque à laquelle l'archevêque de Tolède Jiménez de Cisneros obtient du pape Alexandre VI une bulle autorisant les Conceptionnistes à adopter la règle de sainte Claire et à fonder d'autres établissements. 
En 1501, l'archevêque réformateur installe les religieuses dans un couvent franciscain désaffecté, qui deviendra le monastère de la Concepción, maison mère de l'ordre. À l'extérieur de Tolède, d'autres monastères s'ouvrent, comme à Cuenca en 1504 et Torrijos en 1507. Mais surtout, le 17 septembre 1511, par la bulle Ad statum prosperum, le pape Jules II reconnaît aux Conceptionnistes une Règle propre, et les place sous la juridiction des franciscains. Calquée sur celle de sainte Claire, cette règle admettait cependant la propriété en commun et mitigeait les jeûnes ; en revanche, elle établissait une clôture très stricte et mettait fortement l'accent sur la vocation contemplative. Le texte sera mis au point par un franciscain, Francisco de los Angeles Quiñones, qui prépara également les premières constitutions, en 1514, avant que Léon X ne concède aux Conceptionnistes tous les privilèges des clarisses, en 1520.

### Approbation du culte
Les restes mortels de la sainte ont suivi les sœurs au gré des différentes affectations tolédanes : inhumés à Santa Fe, ils sont passés par San Pedro de las Dueñas, puis par Madre de Dios, avant d'intégrer définitivement le monastère de la Concepción, où ils sont conservés aujourd'hui encore, non sans avoir été profanés en 1936, durant la guerre civile. Quelques années auparavant, en 1924, le pape Pie XI avait confirmé le culte immémorial dont Béatrice faisait l'objet, et béatifié celle-ci. Continué sous Pie XII, le procès se conclut avec la canonisation officielle, réalisée par Paul VI, le 3 octobre 1976.

## Spiritualité

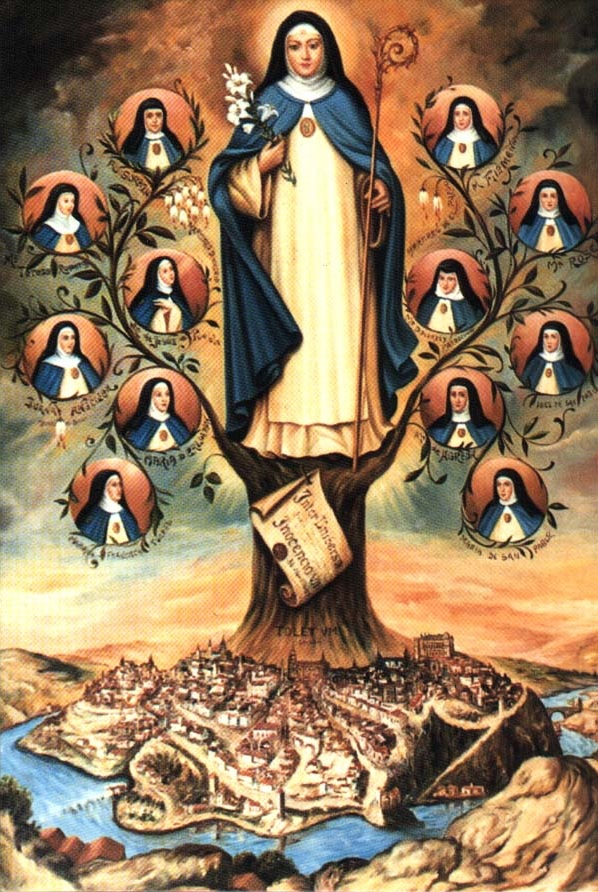
Sainte Béatrice de Silva au sommet de l'arbre généalogique de l'Ordre de l'Immaculée Conception fondé par elle à Tolède, en Espagne

Les Conceptionnistes font à présent partie de la famille franciscaine. Écrite et réécrite après les événements, la biographie de la fondatrice est parsemée d'interventions de saints ou de religieux appartenant à cet ordre. Mais surtout, la dévotion de la sainte à l'Immaculée Conception la situait d'emblée dans la zone d'influence du franciscanisme, puisque depuis le début du XIVe siècle, celui-ci considérait le culte de l'Immaculée, justifié par le théologien Duns Scot, comme faisant partie de son patrimoine spirituel. Par ailleurs, Beatriz n'a laissé aucun écrit : il faut se reporter aux ouvrages de Marie d'Agréda pour se faire une idée de la spiritualité de son ordre, transposée dans la mentalité de la Contre-Réforme. Cependant, elle aura marqué d'une empreinte durable l'histoire de l'art et de la représentation religieuse. En effet, à l'époque de Beatriz, les vêtements de la Vierge sont peints en rouge pour la robe et en bleu pour le manteau. Ce sont d'ailleurs les couleurs que choisira, pour ses religieuses annonciades, sainte Jeanne de Valois, reine de France répudiée, contemporaine de Beatriz et, comme elle, proche des franciscains. En exigeant, sur base des apparitions dont elle a été gratifiée, le blanc et le bleu pour le costume des Conceptionnistes, Beatriz fait donc montre d'originalité. Or, ce choix marginal va s'imposer comme la norme dans l'Espagne du XVIIe siècle, précisément parce qu'à partir de 1631 on s'intéresse à nouveau aux visions de la sainte, et que Francisco Pacheco, représentant officiel du Saint-Office, va préconiser, en conséquence, l'emploi de la tunique blanche et de la cape bleue dans l'iconographie de l'Immaculée Conception, ce dont, à l'époque, témoignent particulièrement les célèbres représentations de Murillo, peintre des franciscains de Séville.